# Ачеампонг, Бен
Бенджамин (Бен) Ачеампонг (англ. Ben Acheampong; 2 февраля 1939 — ноябрь 2019) — ганский футболист, защитник. Участник летних Олимпийских игр 1964 года, двукратный победитель Кубка африканских наций 1963 и 1965 годов.

## Биография
Бен Ачеампонг родился 2 февраля 1939 года.
Играл в футбол на позиции защитника. Играл за ганские «Корнерстоун», «Грейт Ашантис», «Асанте Котоко» из Кумаси и «Реал Репабликанс».
В 1956—1969 годах выступал за сборную Золотого Берега и Ганы.
В 1963 году в составе сборной Ганы завоевал золотую медаль Кубка африканских наций в Гане. Мячей не забивал.
В 1964 году вошёл в состав сборной Ганы по футболу на летних Олимпийских играх в Токио, занявшей 7-е место. Играл на позиции защитника, провёл 3 матча, мячей не забивал.
В 1965 году в составе сборной Ганы завоевал золотую медаль Кубка африканских наций в Тунисе. Забил 3 мяча, став лучшим снайпером турнира вместе с Эсташем Мангле из Кот-дʼИвуара и Осеем Кофи из Ганы.
После окончания игровой карьеры стал тренером. Возглавлял ганские «Корнерстоун», «Ашанти Хироз», «Касеман», «Гихок Старз», «Ва Аппер Уэст Хироз», «Би-Эй Юнайтед» и «Кумаси Асанте».
Умер в ноябре 2019 года.

## Достижения

### Командные
Сборная Ганы
- Победитель Кубка африканских наций (2): 1963, 1965.

### Личные
Сборная Ганы
- Лучший бомбардир Кубка африканских наций: 1965.